# Herpetogramma rudis
Herpetogramma rudis es una especie de polilla del género Herpetogramma, categorizada en la tribu Herpetogrammatini, de la subfamilia Spilomelinae. Fue descrita por William Warren en 1892.

## Descripción
La envergadura es de 25-28 mm.

## Distribución
Se distribuye por Asia: Corea, Japón, China e India.